# I jemi je
I jemi je är en låt framförd av den kosovoalbanska sångerskan Nora Istrefi. Låten är skriven på albanska av Arjanit Palaj. Den är komponerad av det kosovoalbanska musikerparet Aida Baraku och Armend Rexhepagiqi.
Med låten ställde Istrefi år 2013 upp i Kënga Magjike 15, tävlingen som hon tre år tidigare hade kastats ur och blivit avstängd från på 10 års tid. Efter att ha kommit överens med tävlingens ledare Ardit Gjebrea fick hon återigen ställa upp med "I jemi je". Låten är en ballad och med den deltog hon i finalen av Kënga Magjike den 30 november 2013. Hon vann det diskografiska priset i tävlingen.